# Black Sunday (album)
Black Sunday is het tweede album van de rapgroep Cypress Hill, uitgebracht in 1993.

## Geschiedenis
Met de eerste single, "Insane in the Brain", die een hit werd, brak de groep meteen door, waardoor ze ook de aandacht van rockpubliek trokken. Het nummer "Hits from the Bong" werd gebruikt voor de film How High en bevat een bekende sample van het nummer "Son of a Preacher Man" van Dusty Springfield.

## Tracks
| 1.                 | I Wanna Get High                | 2:55 |
| 2.                 | I Ain't Goin' Out Like That     | 4:27 |
| 3.                 | Insane in the Brain             | 3:29 |
| 4.                 | When the Shit Goes Down         | 3:08 |
| 5.                 | Lick a Shot                     | 3:23 |
| 6.                 | Cock the Hammer                 | 4:25 |
| 7.                 | Lock Down                       | 1:17 |
| 8.                 | 3 Lil' Putos                    | 3:39 |
| 9.                 | Legalize It                     | 0:46 |
| 10.                | Hits from the Bong              | 2:40 |
| 11.                | What Go Around Come Around, Kid | 3:43 |
| 12.                | A to the K                      | 3:27 |
| 13.                | Hand on the Glock               | 3:32 |
| 14.                | Break 'Em Off Some              | 2:46 |
| Totale duur: 43:38 |                                 |      |

## Betrokkenen

### Muzikanten
- B-Real - zang
- Sen Dog - zang
- DJ Muggs - arrangeur, scratchen/turntablism

### Productie
- DJ Muggs - producent, mixage
- Joe Nicolo - producent
- T-Ray - producent
- Chris Schwartz - producent
- Jay Papke - ontwerp
- Anthony Artiaga - fotografie
- Joe Gamble, Andy Kravitz, Manuel Lecuona, Jason Roberts, Christopher Shaw - technici